# Busani
Busani (rusky Бусани) je jezero v Burjatsku v Rusku. Leží ve Vitimské vysočině u jižního úpatí Jihomujského hřbetu v tektonické dolině řeky Cipy. Má rozlohu 36,8 km² a dosahuje maximální hloubky 10 m.

## Vodní režim
Do jezera ústí řeka Mogoj.

## Flóra a fauna
Dno je pokryté hustými porosty vodních rostlin. Jezero je bohaté na plankton a ryby.